# Bársonyostönkű cölöpgomba
A bársonyostönkű cölöpgomba (Tapinella atrotomentosa) a Tapinellaceae családba tartozó, fenyvesekben termő, nem ehető gombafaj.

## Megjelenése
A bársonyostönkű cölöpgomba kalapja 8-20 cm átmérőjű, alakja legtöbbször féloldalas, excentrikus; fiatalon domború, majd ellaposodik, idősen benyomottá, tölcséressé válik. Széle sokáig begöngyölt. Színe rozsdabarna, olívbarna. Felülete nemezes-bársonyos, az idős gomba esetében lecsupaszodik. Húsa vastag, rostosan kemény, idősen szívós; színe sárgás, sárgásbarna. Szaga kissé savanykás, íze kesernyésen fanyar.   
Sűrűn álló lemezei lefutók, villásan elágazók. Színük okkersárga, később rozsdabarna, nyomásra kissé sötéten foltosodnak.
Spórapora barna. Spórái ellipszis alakúak, felületük sima, méretük 5-6 x 3-4,5 µm. 
Tönkje 3-6 cm magas és 1,5-4,5 cm vastag. Alakja zömök, gyakran oldalt álló, felülete mélyen bársonyos. Színe szürke, barna vagy feketésbarna.

### Hasonló fajok
A mérgező begöngyöltszélű cölöpgombával lehet összetéveszteni. 

## Elterjedése és termőhelye
Európában, Ázsiában és Észak-Amerikában honos. Magyarországon gyakori.
Fenyvesekben található meg, különböző fenyőfák (de főleg erdeifenyő) korhadó tuskóin vagy mellettük nő, egyesével vagy csoportosan, néha bokrosan. Júniustól októberig terem.
Nem ehető.

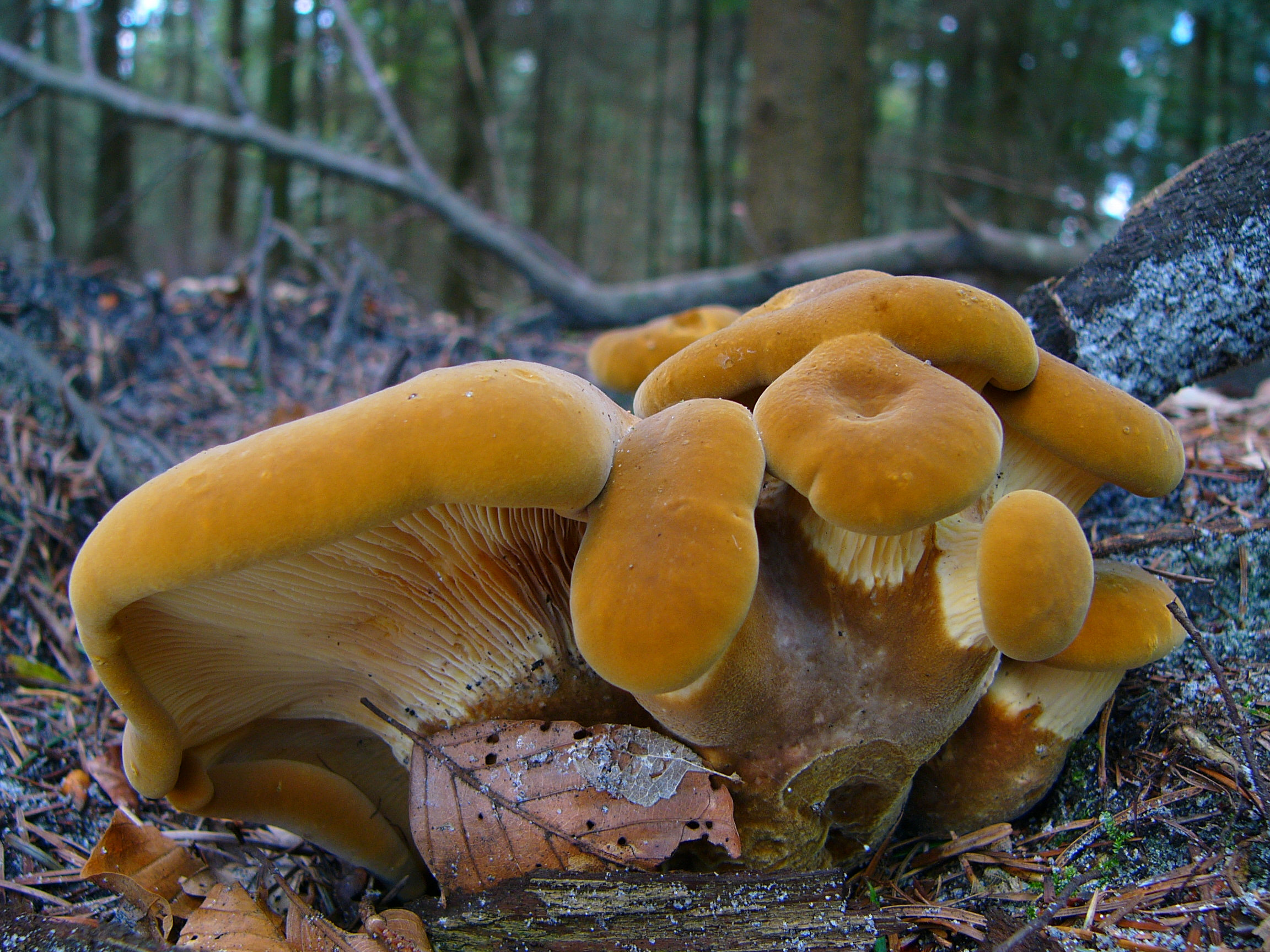
Bársonyostönkű cölöpgomba
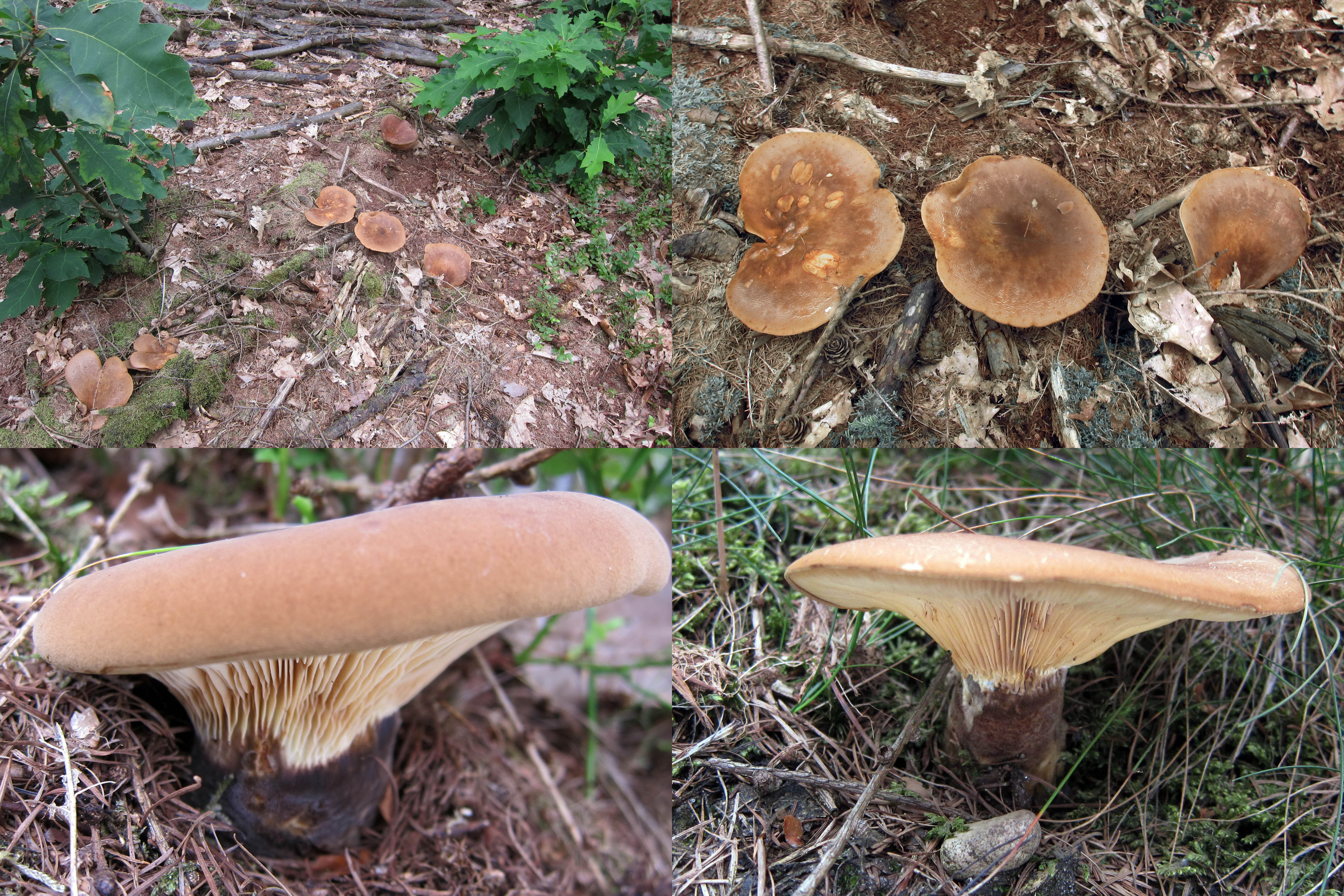
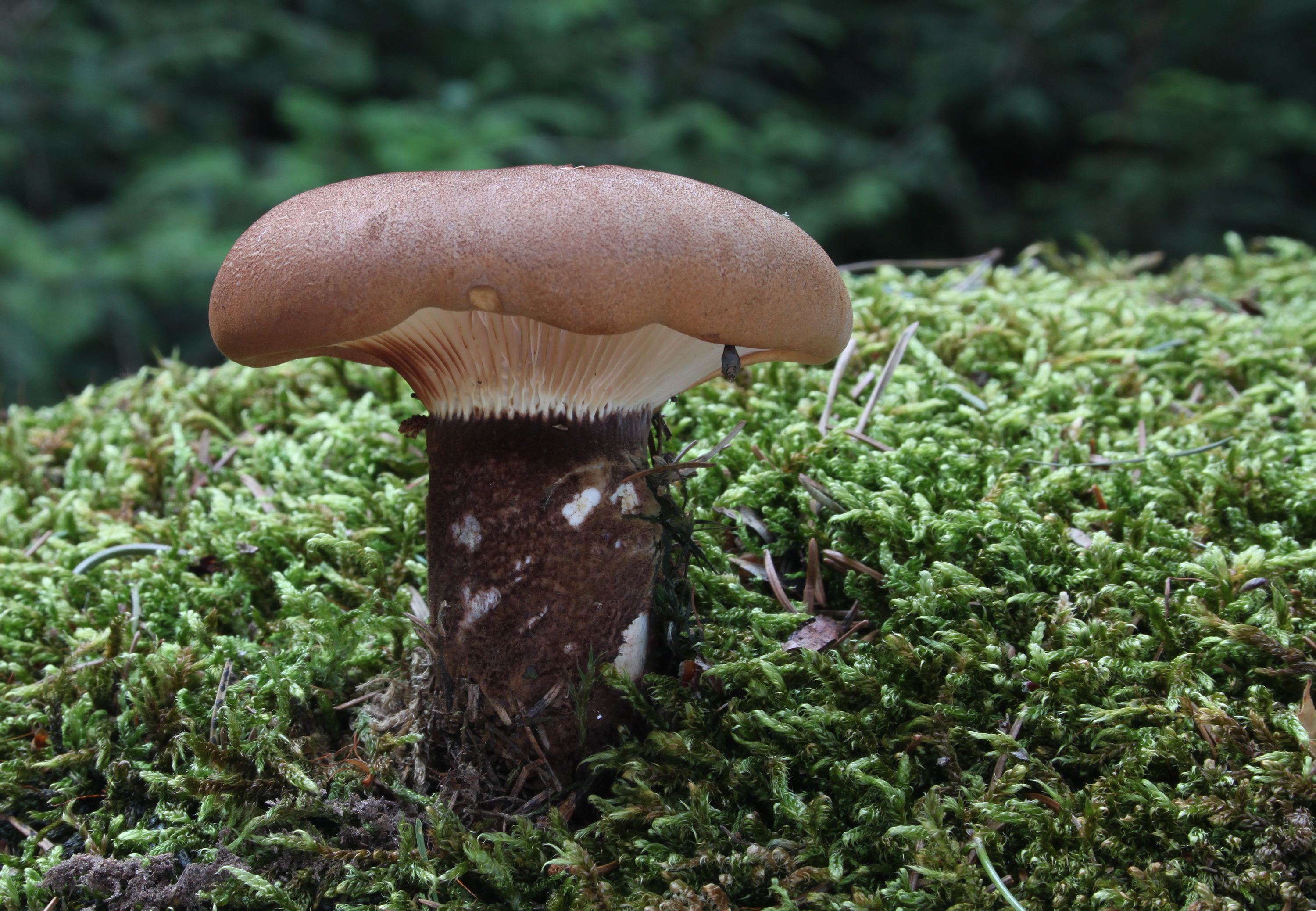
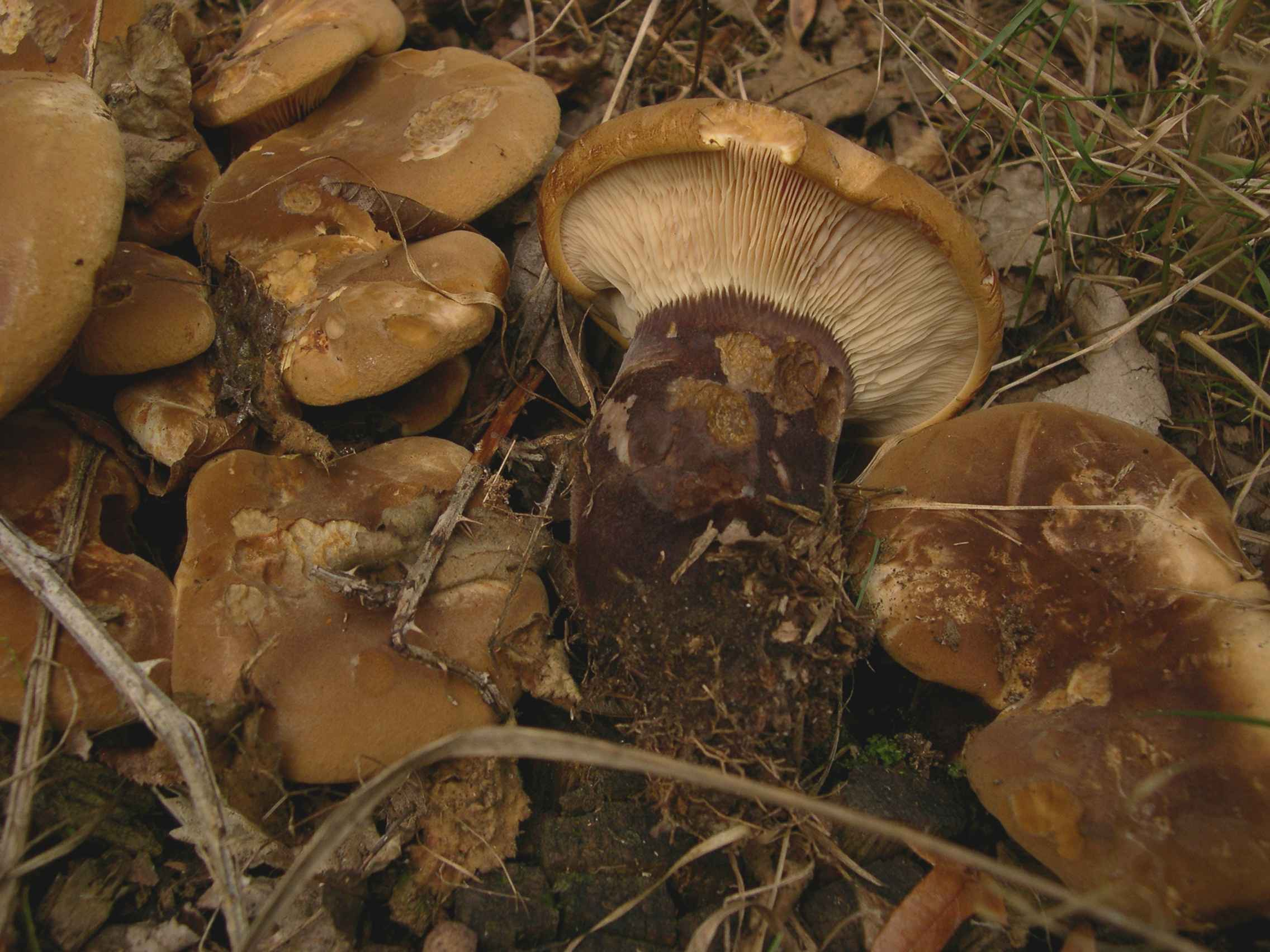
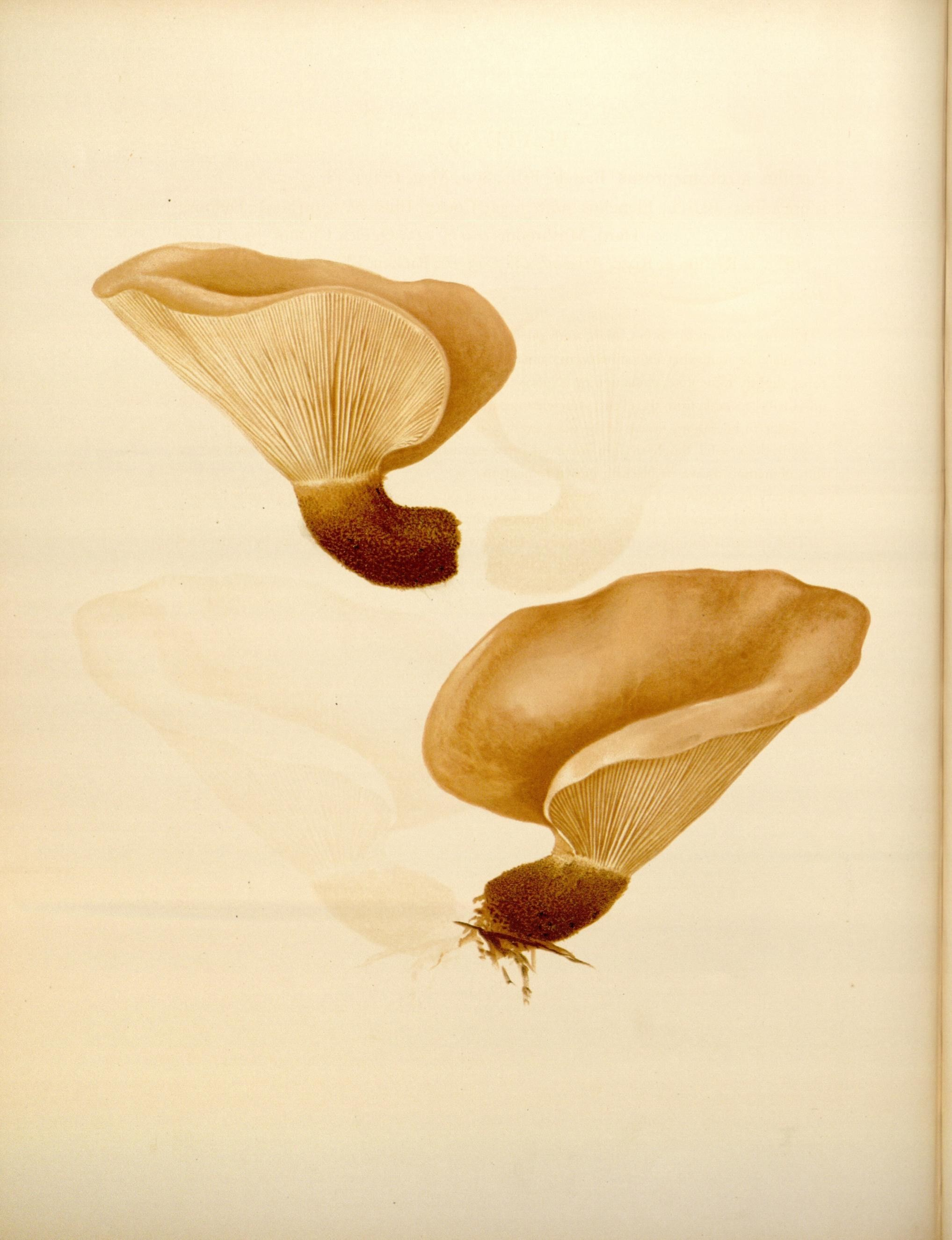
Ábrázolása egy amerikai gombakönyvben (1929)